# René Arrieu
René Arrieu (22 de marzo de 1924 – 6 de junio de 1982) fue un actor teatral y de voz de nacionalidad francesa, miembro de la Comédie-Française.
Contemporáneo de Gérard Philipe y Jean Vilar, participó en numerosos festivales que, tras la Liberación, al principio del verano jalonaban el valle del Ródano.
Alternando el teatro y la televisión, tuvo una prolífica carrera, tanto en su período independiente, como a partir de 1957 en la Comédie-Française, en la cual fue el miembro n.º 447 en 1970.
Rodó poco para el cine, siendo sin embargo muy activo como actor de doblaje a partir de 1946, prestando su voz a numerosos actores extranjeros, entre ellos Henry Fonda, Lee Marvin, Burt Lancaster o Charlton Heston, y también a personajes de dibujos animados como Bagheera en El libro de la selva.
Arrieu estuvo casado con la actriz Florence Luchaire desde 1945 a 1948, naciendo de su unión un hijo, Dominique (1945), director cinematográfico y televisivo de fotografía. Desde 1949 a 1960 estuvo casado con Ketty Albertini, actriz y periodista, con la que tuvo a Jean-Baptiste (1950), piloto de avión, y Frédéric (1954), cámara cinematográfico. Su última mujer fue Alberte Aveline (1967 à 1978), miembro de la Comédie-Française, con la que tuvo a Cécile (1968-2010), actriz.

## Biografía

### La Ocupación
Su nombre completo era René Jacques Gaston Arrieu, y nació en París, Francia. En noviembre de 1941 entró en el Centre de jeunesse du spectacle de París, dirigido por Raymond Rognoni. Entre los diplomados en la temporada 1941-1942 figuraban, entre otros, Paul-Émile Deiber, Gina Celdac, Pierre Gallon, Françoise Vitrant, Noëlle Fougères, Cécile Paroldi y Jean-Jacques Dreux.
En 1943 se inscribió en el Conservatoire national supérieur d'art dramatique, en la clase de André Brunot. Al año siguiente frecuentó la École nationale supérieure des arts et techniques du théâtre, donde el director Julien Bertheau le proporcionó sus primeras apariciones sobre las tablas, como figurante de la Comédie-Française en La Reine morte, de Henri de Montherlant, y más tarde en papeles de mayor importancia.
En agosto de 1944 inició un período turbulento. En esa época frecuentaba la compañía de la actriz Florence Luchaire, una de las hijas de Jean Luchaire, director del periódico colaboracionista Les Nouveaux Temps. Cuando el periodista huyó precipitadamente de París en la víspera de la Liberación de París, abandonando a su mujer y sus hijas, Arrieu decidió ayudarles a escapar de la capital en dirección al Hotel Brenner Park en Baden-Baden, y después a Sigmaringa, donde se encontraron con Jean Luchaire, que ejercía funciones de comisario de información de la Commission gouvernementale de Sigmaringa, liderada por Fernand de Brinon, además de dirigir el diario La France, periódico oficial destinado a los exiliados colaboracionistas. Durante su estancia en Alemania, Florence Luchaire quedó embarazada, lo cual fue motivo de escándalo en la colonia francesa en aquel país, según relato de Louis-Ferdinand Céline en su obra D'un château l'autre.
Tras la caída del gobierno en el exilio en abril de 1945, él fue a la frontera suiza con los Luchaire y Marcel Déat en el coche de Fernand de Brinon. Suiza estaba cerrada para los colaboracionistas, por lo que el grupo se refugió en Merano a principios de mayo de 1945. Los Luchaire fueron entregados a los franceses por los estadounidenses. Internado en el campo de Écrouves, donde se casó con Florence Luchaire, a René Arrieu se le reconoció el carácter no político de sus acciones. 

### Posguerra
En 1946, René Arrieu volvió a los escenarios, de nuevo gracias a Julien Berthau, en los diferentes festivales de verano organizados en el sur de Francia. Así, pudo hacer el papel del título en Britannicus y el de Curiace en Horacio, obras representadas en el Teatro antiguo de Fourvière, siguiendo en 1947 su actuación como Neoptólemo en Andrómaca, y en 1948 el papel del título en Polyeucte.
Rápidamente consiguió una gran reputación como actor trágico, y actuó en giras con diferentes compañías por Francia (Festival Chorégies d'Orange, Teatro des Célestins) y el extranjero (Bélgica, Suiza, Túnez, Marruecos, etc.) interpretando un repertorio clásico (Jean Racine, Pierre Corneille, Shakespeare) y moderno (Jean Giraudoux, Jean Anouilh, Jean Cocteau). El 26 de julio de 1949 se casó en París con la actriz Ketty Albertini. 
En 1954 hizo una gira de dos meses en la que alternó las obras Partage de midi, de Paul Claudel, y La dama de las camelias, de Alexandre Dumas (hijo), bajo la dirección de Jean-Louis Barrault, tras lo cual en 1955-1956 hizo una gira de cuatro meses con la pieza Berenice.
En noviembre de 1957 se hizo miembro pensionnaire de la Comédie-Française, donde debutó con el papel del título en Bayaceto. Durante cerca de 25 años hizo otros numerosos, entre ellos el de Éghiste en Electra, de Jean Giraudoux, Don Salluste en Ruy Blas, de Victor Hugo, Astrov en Tío Vania, de Antón Chéjov, o Théramène en Fedra. En 1967 se casó con la actriz Alberte Aveline, que había entrado en la compañía como pensionnaire el año anterior. Arrieu fue nombrado en 1970 socio pleno de la Comédie-Française. 
En paralelo a su carrera sobre las tablas, Arrieu participó en numerosas emisiones televisadas y en múltiples tareas de doblaje, prestando su voz a actores como Henry Fonda, Charlton Heston, Lee Marvin, James Stewart o Burt Lancaster. 
René Arrieu falleció en París, Francia, en 1982, a causa de una embolia cerebral. Tenía 58 años de edad.
En consideración a su carrera artística, Arrieu fue recompensado con la Legión de Honor y con la Orden de las Artes y las Letras.

## Teatro

### 1942-1957

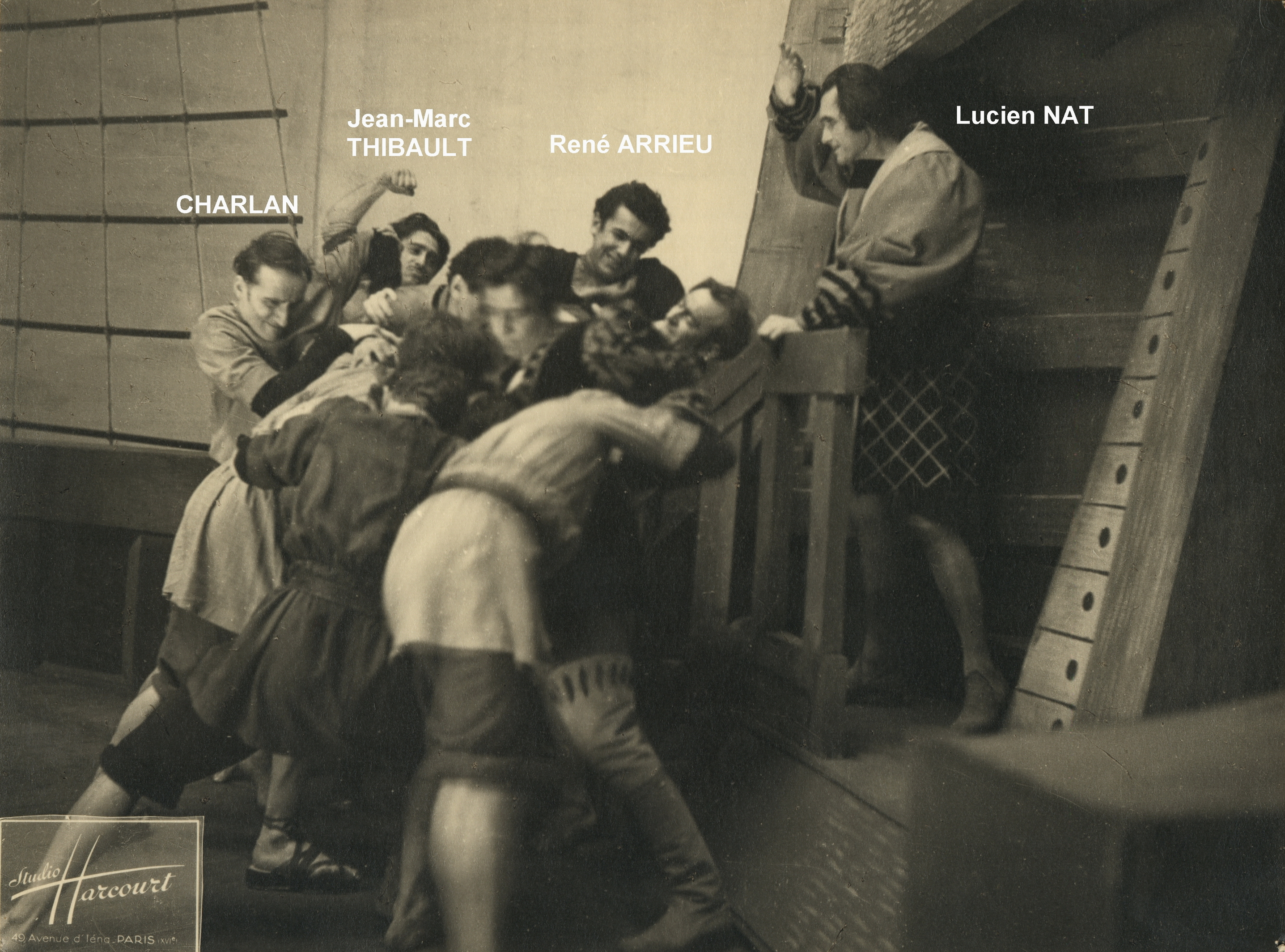
Charlan, Jean-Marc Thibault, René Arrieu y Lucien Nat en Cristobal, Teatro Montparnasse, mayo de 1943.

- 1942 : L'Anneau de Sakountala, de Kalidasa, adaptación de Maurice Pottecher, escenografía de Pierre Richard-Willm, Théâtre du Gymnase Marie-Bell
- 1942 : Polyeucte, de Pierre Corneille , sala parroquial de Saint-Jean de Montmartre
- 1942 : La Reine morte, de Henri de Montherlant, escenografía de Pierre Dux, Comédie-Française
- 1943 : Horacio, de Pierre Corneille, Teatro Nacional Popular
- 1943 : La fierecilla domada, de William Shakespeare, escenografía de Jean Serge
- 1943 : Hamlet, de William Shakespeare, escenografía de Jean Serge
- 1943 : Cristobal, de Charles Exbrayat, escenografía de Jean Darcante, Teatro Montparnasse-Gaston Baty
- 1943 : La Légende du chevalier, de André de Peretti della Rocca, escenografía de Julien Bertheau, Comédie-Française
- 1943 : Saint François d'Assise, de Julien Luchaire, Teatro Nacional Popular
- 1944 : Néron, de Jean Bacheville, escenografía de Alfred Pasquali, Teatro Hébertot
- 1946 : La Fugue de Caroline, de Alfred Adam, escenografía de Pierre Dux, Teatro Gramont
- 1946 : Mala, de Jean Laugier, escenografía del autor, Teatro Charles-de-Rochefort
- 1946 : Britannicus, de Jean Racine, escenografía de Julien Bertheau, Teatro antiguo de Fourvière
- 1946 : Horacio, de Pierre Corneille, escenografía de Julien Bertheau, Teatro antiguo de Fourvière
- 1946 : Ana drôle des années tristes, de Lucien Fresnac,Teatro Molière de Poissy
- 1946 : Horacio, de Pierre Corneille, Teatro Nacional Popular
- 1946 : Huon de Burdeos, de Alexandre Arnoux, escenografía de Alexandre Tansman y Georges Douking, Teatro Pigalle
- 1947 : Anfitrión, de Molière, Teatro Marigny
- 1947 : Andrómaca, de Jean Racine, escenografía de Julien Bertheau, Teatro antiguo de Vienne
- 1947 : Horacio, de Pierre Corneille, escenografía de Julien Bertheau, festival de Lyon-Charbonnière, Teatro antiguo de Fourvière
- 1947 : El proceso, de Franz Kafka, adaptación de André Gide, escenografía de André Gide y Jean-Louis Barrault, Teatro Marigny
- 1948 : Les Chevaliers de la Table Ronde, de Jean Cocteau, escenografía de Jacques Dacqmine
- 1948 : Polyeucte, de Pierre Corneille, Festival de Lyon Charbonnière, Teatro antiguo de Fourvière
- 1948 : Yerma, de Federico García Lorca, escenografía de Maurice Jacquemont, Teatro de los Campos Elíseos
- 1949 : 107 minutes, de Steve Passeur, Teatro Gramont
- 1949 : Si je vis..., de Robert E. Sherwood, escenografía de Raymond Hermantier, Teatro Saint-Georges
- 1949 : Le Pain dur, de Paul Claudel, escenografía de André Barsacq, Teatros de l'Atelier y des Célestins
- 1949 : La Lune dans le fleuve jaune, de Denis Johnston, escenografía de Roger Blin, Teatro de la Gaîté-Montparnasse
- 1949 : Los siete contra Tebas, de Esquilo, escenografía de Jean Hervé, Chorégies d'Orange
- 1950 : El condenado por desconfiado, de Tirso de Molina, Compañía Norbert Pierlot
- 1950 : L'Enterrement, de Henry Monnier, escenografía de André Barsacq, Teatro de l'Atelier
- 1950 : El baile de los ladrones, de Jean Anouilh, escenografía de André Barsacq, Teatro de l'Atelier
- 1950 : Salomé, de Oscar Wilde, Chorégies d'Orange
- 1950 : Berenice, de Jean Racine, Chorégies d'Orange
- 1950 : Andrómaca, de Jean Racine, escenografía de Julien Bertheau, Teatro des Célestins
- 1950 : L'Exception et la Règle, de Bertolt Brecht, escenografía de Jean-Marie Serreau, Teatro des Noctambules
- 1950 : L'Affaire Fualdes, de Denis Marion, escenografía de Georges Douking, Théâtre du Vieux-Colombier
- 1950 : Les Princes du sang, de Jean-François Noël, escenografía de Raymond Hermantier, Teato des Célestins y Théâtre du Vieux-Colombier
- 1951 : Anna Karénine, de Raymond Rouleau, a partir de León Tolstói, escenografía de Raymond Rouleau, Teatro de l'Œuvre
- 1951 : Atalía, de Jean Racine, Chorégies d'Orange
- 1951 : Amphitryon 38, de Jean Giraudoux, escenografía de Jean Vernier, Teatro des Célestins
- 1951 : Andrómaca, de Jean Racine, Teatro des Célestins
- 1951 : Fedra, de Jean Racine, Teatro des Célestins
- 1951 : Los tres mosqueteros, de Alexandre Dumas y Auguste Maquet, escenografía de Jean-Pierre Grenier, Teatro de la Porte Saint-Martin
- 1952 : Un dieu a dormi dans la maison, de Guilherme Figueiredo, escenografía de Albert Medina, Teatro de la Huchette
- 1952 : Le Martyre de Saint-Sébastien, de Gabriele D'Annunzio, escenografía de Véra Korène, festival de Lyon-Charbonnière
- 1952 : La señorita Julia, de August Strindberg, Teatro municipal de Lausanne
- 1952 : Le Bel Indifférent, de Jean Cocteau, Teatro municipal de Lausanne
- 1952 : La liberté est un dimanche, de Pol Quentin, escenografía de René Clermont, Théâtre de la Ville
- 1953 : Le Silence de la terre, de Samuel Chevallier, escenografía de Pierre Valde, Teatro du Jorat (Suiza)
- 1953 : Coriolano, de William Shakespeare, escenografía de Véra Korène, Teatro antiguo de Fourvière
- 1953 : Inquisition, de Diego Fabbri, escenografía de José Quaglio, Teatro de l'Humour
- 1953 : J'ai régné cette nuit, de Georges Hoffmann y Pierre Sabatier, escenografía de Pierre Valde, Teatro municipal de Lausanne
- 1954 : Partage de midi, de Paul Claudel, escenografía de Jean-Louis Barrault, Société des spectacles Lumbroso en gira
- 1954 : La dama de las camelias, de Alexandre Dumas (hijo), escenografía de Jean-Louis Barrault, Société des spectacles Lumbroso en gira
- 1954 : No habrá guerra de Troya, de Jean Giraudoux, escenografía de Jan Doat, Teatro antiguo de Fourvière
- 1954 : Le Père humilié, de Paul Claudel, escenografía de Pierre Franck, Teatro des Célestins
- 1955 : Celui qui ne croyait pas, de Michel Sinniger, escenografía de Marcel Lupovici, Festival des nuits de Bourgogne
- 1955 : Berenice, de Jean Racine, escenografía de Jean-Louis Barrault, Compañía Herbert-Karsenty
- 1956 : Les Exilés, de James Joyce, escenografía de Helène Gerber, Teatro Gramont
- 1956 : Horacio, de Pierre Corneille; Britannicus, de Jean Racine; Cinna, de Pierre Corneille - Opéra de Túnez
- 1956 : La Servante d'Evolène, de René Morax, escenografía de René Morax y J. Béranger, Teatro du Jorat (Suiza)
- 1956 : Britannicus, de Jean Racine, Teatro de verdure de la Citadelle de Sisteron
- 1956 : Nemo, de Alexandre Rivemale, escenografía de Jean-Pierre Grenier, Teatro Marigny
- 1956 : Don Carlos, de Friedrich von Schiller, escenografía de Raymond Hermantier, Théâtre du Vieux-Colombier
- 1957 : Julio César, de William Shakespeare, escenografía de Raymond Hermantier, Teatro Nacional Popular
- 1957 : Comme une flamme, de John Steinbeck, escenografía de André Villiers, Teatro en Rond
- 1957 : Le Cœur volant, de Claude-André Puget, escenografía de Julien Bertheau, Teatro Antoine

### Comédie-Française (1957-1982)
- 1957 : Bayaceto de Jean Racine, escenografía de Jean Marchat
- 1957 : Le Sexe faible, de Édouard Bourdet, escenografía de Jean Meyer
- 1958 : El misántropo, de Molière, escenografía de Pierre Dux
- 1958 : Electra, de Jean Giraudoux, escenografía de Jean Deninx
- 1959 : Andrómaca, de Jean Racine, escenografía de Maurice Escande
- 1959 : Antígona, de Sófocles, escenografía de Henri Rollan
- 1959 : Gira por el Líbano del Teatro Montparnasse-Gaston Baty : Pluto, de Aristófanes, escenografía de Raymond Gérome ; Electra, de Jean Giraudoux, escenografía de Raymond Gérome; Fedra, de Jean Racine, escenografía de Marguerite Jamois
- 1959 : La Dame de Monsoreau, de Alexandre Dumas, escenografía de Jacques Eyser
- 1960 : Polyeucte, de Pierre Corneille, escenografía de Jean Marchat
- 1960 : Té y simpatía, de Robert Anderson, escenografía de Ramon Berry, Théâtre royal du Parc, en Bruselas
- 1960 : Ariane, de Thomas Corneille, escenografía de Jean Serge
- 1960 : Ruy Blas, de Victor Hugo, escenografía de Raymond Rouleau
- 1960 : Le Cardinal d'Espagne, de Henri de Montherlant, escenografía de Jean Mercure
- 1961 : Andrómaca, de Jean Racine,
- 1961 : Britannicus, de Jean Racine, escenografía de Michel Vitold,
- 1961 : Tío Vania, de Antón Chéjov, escenografía de Jacques Mauclair
- 1961 : Cuento de invierno, de William Shakespeare, escenografía de Julien Bertheau
- 1961 : Ruy Blas, de Victor Hugo
- 1962 : La vida es sueño, de Pedro Calderón de la Barca, escenografía de Georges Douking
- 1962 : Sertorius, de Pierre Corneille, escenografía de Jean Serge
- 1963 : Maria Stuart, de Friedrich von Schiller, escenografía de Raymond Hermantier
- 1963 : Louis XII de France, de Arnoul Gréban y Jean Michel
- 1963 : Ifigenia en Áulide, de Eurípides, escenografía de Maurice Escande
- 1964 : Cyrano de Bergerac, de Edmond Rostand, escenografía de Jacques Charon
- 1964 : Donogoo, de Jules Romains, escenografía de Jean Meyer
- 1965 : L'Orphelin de la Chine, de Voltaire, escenografía de Jean Mercure
- 1966 : La Soif et la Faim, de Eugène Ionesco, escenografía de Jean-Marie Serreau
- 1966 : Le Mariage forcé, de Molière, escenografía de Jacques Charon
- 1966 : Le Mariage de Kretchinsky, de Alexandre Soukhovo-Kobyline, escenografía de Nicolas Akimov
- 1967 : Don Juan, de Molière, escenografía de Antoine Bourseiller
- 1967 : L'Émigré de Brisbane, de Georges Schehadé, escenografía de Jacques Mauclair
- 1968 : Atalía, de Jean Racine, escenografía de Maurice Escande
- 1969 : Cinna, de Pierre Corneille, escenografía de Maurice Escande
- 1969 : El avaro, de Molière, escenografía de Jean-Paul Roussillon
- 1970 : Hommage à Albert Camus, de Roger Grenier
- 1970 : Malatesta, de Henry de Montherlant, escenografía de Pierre Dux
- 1970 : El Sueño, de August Strindberg, escenografía de Raymond Rouleau
- 1971 : Becket, de Jean Anouilh, escenografía de Jean Anouilh y Roland Piétri
- 1971 : Les Précieuses ridicules, de Molière, escenografía de Jean-Louis Thamin
- 1972 : Le Jour du retour, de André Obey, escenografía de Pierre Dux
- 1972 : Le Maître de Santiago, de Henry de Montherlant, escenografía de Michel Etcheverry
- 1972 : El enfermo imaginario, de Molière, escenografía de Jean-Laurent Cochet
- 1972 : La Troupe du Roy, homenaje a Molière, escenografía de Paul-Emile Deiber
- 1973 : Anfitrión, de Molière, escenografía de Jean Meyer
- 1973 : El avaro, de Molière, escenografía de Jean-Paul Roussillon
- 1974 : Pericles, príncipe de Tiro, de William Shakespeare, escenografía de Terry Hands
- 1974 : La Nostalgie, camarade, de François Billetdoux, escenografía de Jean-Paul Roussillon
- 1974 : L'Impromptu de Marigny, de Jean Poiret, escenografía de Jacques Charon
- 1975 : Hommage à François Mauriac, de Félicien Marceau
- 1976 : Noche de reyes, de William Shakespeare, escenografía de Terry Hands
- 1976 : Lorenzaccio, de Alfred de Musset, escenografía de Franco Zeffirelli
- 1977 : En plein cœur, encuentro literario dirigido por Jacques Destoop
- 1978 : On ne badine pas avec l'amour, de Alfred de Musset, escenografía de Simon Eine
- 1978 : Las mujeres sabias, de Molière, escenografía de Jean-Paul Roussillon
- 1978 : Seis personajes en busca de autor, de Luigi Pirandello, escenografía de Antoine Bourseiller
- 1978 : Fedra, de Jean Racine, escenografía de Jacques Rosner
- 1979 : Ruy Blas, de Victor Hugo, escenografía de Jacques Destoop
- 1979 : La Tour de Babel, de Fernando Arrabal, escenografía de Jorge Lavelli
- 1980 : Simul et singulis, escenografía de Simon Eine
- 1981 : À Memphis, il y a un homme d'une force prodigieuse, de Jean Audureau, escenografía de Henri Ronse
- 1981 : La Dame de chez Maxim, de Georges Feydeau, escenografía de Jean-Paul Roussillon

## Filmografía

### Cine
- 1942 : La Symphonie fantastique, de Christian-Jaque
- 1948 : D'homme à hommes, de Christian-Jaque
- 1949 : Le Jugement de Dieu, de Raymond Bernard[7]
- 1956 : Mademoiselle et son gang, de Jean Boyer
- 1966 : La Sentinelle endormie, de Jean Dréville y Noël-Noël
- 1973 : Il n'y a pas de fumée sans feu, de André Cayatte
- 1978 : Mémoire commune, de Patrick Poidevin

### Televisión
- 1956 : Sainte Jeanne, dirección de Claude Loursais
- 1957 : Don Carlos, de Friedrich von Schiller, dirección de Pierre Viallet
- 1958 : El alcalde de Zalamea, de Pedro Calderón de la Barca, dirección de Marcel Bluwal
- 1959 : Esther, de Jean Racine, dirección de Jean Vernier
- 1959 : Berenice, de Jean Racine, dirección de Jean Kerchbron
- 1960 : Barouf à Chioggia, de Carlo Goldoni, dirección de Marcel Bluwal
- 1961 : Le Jeu de l'amour et de la mort, de Romain Rolland
- 1961 : Polyeucte, de Pierre Corneille, dirección de Alain Boudet
- 1961 : Hernani, de Victor Hugo, dirección de Jean Kerchbron
- 1961 : Discorama
- 1961 : Los persas, de Esquilo, dirección de Jean Prat
- 1962 : Le Cid, dirección de Roger Iglesis
- 1962 : Le Navire étoile, dirección de Alain Boudet
- 1963 : Horacio, de Pierre Corneille, dirección de Jean Kerchbron
- 1963 : Le Théâtre de la jeunesse - La isla misteriosa, de Julio Verne, dirección de Pierre Badel
- 1963 : Les Espagnols en Danemark, de Prosper Mérimée, dirección de Jean Kerchbron
- 1964 : Les Aventures de David Balfour, dirección de Alain Boudet
- 1964 : La Petite Catherine de Heilbronn, de Heinrich von Kleist, dirección de Marcel Lupovici
- 1964 : La Confrontation, de Youri
- 1964 : Le Cardinal d'Espagne, de Henri de Montherlant, dirección de Jean Vernier
- 1966 : La Belle Nivernaise, dirección de Yves-André Hubert
- 1969 : La Longue Chasse du roi Louis, dirección de Jean-Paul Carrère
- 1971 : L'Énigme de Rudolf Hess, de Claude Barma
- 1971 : La Collection Dressen, dirección de Pierre Sabbagh
- 1972 : Les Précieuses ridicules, de Molière, dirección de Jean-Marie Coldefy
- 1974 : El avaro, dirección de René Lucot
- 1974 : Au théâtre ce soir : Marie-Octobre, de Jacques Robert, Julien Duvivier y Henri Jeanson, dirección de Georges Folgoas
- 1974 : Le Maître de Santiago, de Henri de Montherlant, dirección de Lazare Iglesis
- 1975 : Le Bouc émissaire, dirección de Marcel Cravenne
- 1976 : Torquemada, de Victor Hugo, dirección de Jean Kerchbron
- 1976 : Nans le berger, dirección de Roland-Bernard
- 1978 : La Ronde de nuit, dirección de Gabriel Axel
- 1978 : On ne badine pas avec l'amour, de Alfred de Musset, dirección de Roger Kahane
- 1981 : La Dame de chez Maxim, de Georges Feydeau, dirección de Pierre Badel

## Actor de voz
A lo largo de su carrera como actor de voz, Arrieu dobló a los siguientes actores:
Henry Fonda, Jeff Chandler, Charlton Heston, Lee Marvin, James Stewart, Peter Cushing, Burt Lancaster, Victor Mature, Walter Matthau, Jason Robards, Oliver Reed, Fernando Rey, Rock Hudson, Paul Picerni, Paul Newman, Walter Reyer, Roger Moore, Peter Lawford, Cornel Wilde, Robert Ryan, Fausto Tozzi, James Mason, David Janssen, Peter Graves, John Larch, Errol Flynn, Patric Knowles, Paul Valentine, Robin Hughes, Arthur Walge, John Ireland, Howard Petrie, Renato Baldini, Montgomery Clift, Christopher Lee, Harry Lander, Anthony Steel, Ricardo Montalban, Anthony Caruso, Laurence Harvey, Lance Fuller, John Dehner, Tab Hunter, Maurice Jara, Jacques Sernas, Lawrence Dobkin, John Stein, David Bond, Jack Klugman, Tom Helmore, Boris Karloff, Dale Robertson, Rik Battaglia, Alexander Knox, André Morell, Reinhard Kolldehoff, James Whitmore, Stanley Baker, Rhodes Reason, Spiros Focas, John Drew Barrymore, Rossano Brazzi, Carlo Campogalliani, Ettore Manni, Massimo Serato, Marcello Mastroianni, David Farrar, Niksa Stafanini, Rory Calhoun, Dante Di Paolo, Mimmo Palmara, Jack Palance, Joel McCrea, Massimo Girotti, Stewart Granger, Michael Gough, Tom Tryon, Joe Robinson, Stephen Boyd, Gordon Jackson, James Garner, Carl Mohner, Steve Reeves, Martin Gabel, Ken Clark, Bart Burns, Alfredo Varelli, Duncan Lamont, Dario Michaelis, Gianni Solaro, Alan Steel, Alberto Farnese, Paolo Gozlino, George Kennedy, Howard Da Silva, Frank Wolff, Van Heflin, Harry Andrews, Jack Elam, Adolfo Celi, Peter Finch, William Sylvester, Dave Willock, Mike Kellin, Peter O'Toole, Ned Glass, Laurence Olivier, Eli Wallach, William Berger, Raf Vallone, Terence Bayler, Nigel Davenport, James Bacon, Mitchell Ryan, Roddy McMillan, Farley Granger, John Vernon, Pat Geary, Hsieh Wang, Addison Powell, Paolo Bonacelli, Jack Manning, Joseph Cotten, Ed Bakey, Trevor Howard, Terence Stamp, Ray Walston, Max von Sydow, Tibor Tánczos, Cyril Cusack, Ian Holm, Martin Benson, Hedger Wallace, Paul Daneman, William Russell, Marshall Thompson, Andrew Duggan, Bernard Horsfall, Terence Morgan, Peter Gwynne, Steve Forrest
Además, hizo trabajo de doblaje en producciones de cine de animación:
- 1967 : El libro de la selva, de Wolfgang Reitherman
- 1978 : El Señor de los Anillos, de Ralph Bakshi
- 1961 : Les Aventures de Tintin, d'après Hergé, episodio Le Crabe aux pinces d'or
- 1976 : UFO Robo Grendizer
- 1978 : Captain Future
- 1979 : Minoïe, de Jean Jabely y Philippe Landrot
- 1979 : Les Misérables, de Takashi Kuoka

Así mismo, fue narrador de la serie documental de 1973 en 26 episodios El mundo en guerra, realizada por David Elstein

## Radio
- 1949 : Hommage à Franz Kafka
- 1956 : Sarajevo, de Blaise Cendrars